# Karpel Lippe

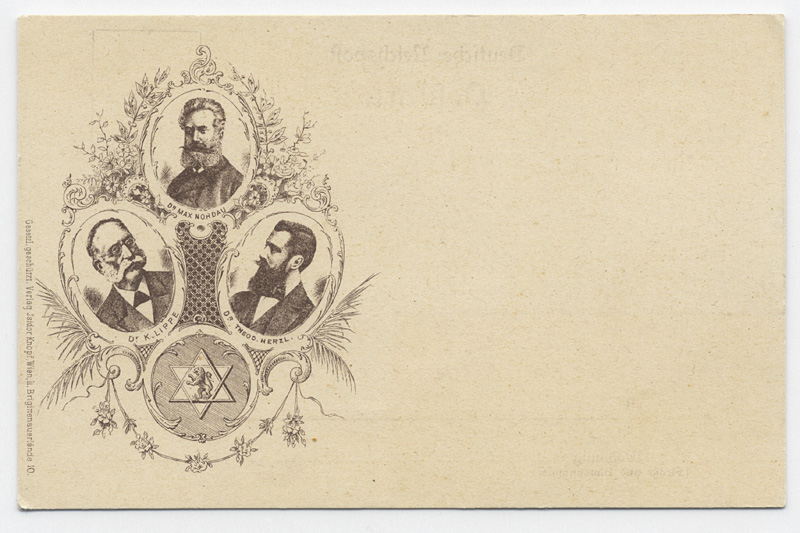
Postkarte mit Porträts von Max Nordau, Theodor Herzl und Karpel Lippe

Karpel Lippe (eigentlich Nathan Petachja; * 17. November 1830 in Stanislau, Galizien; † 2. August 1915 in Wien) war Arzt im rumänischen Jassy und Zionist. Er wurde durch einige Schriften, die sich gegen den Antisemitismus wandten, bekannt.

## Leben
Lippe schloss sich den Chowewe Zion an, zu deren ersten Führern in Rumänien er gehörte (seit 1882) und an deren Kattowitzer Konferenz (1884) er teilnahm. Er führte zeitweise als Alterspräsident den Vorsitz auf dem ersten Zionistenkongress in Basel (und hörte nicht mehr auf zu reden trotz Theodor Herzls mehrfacher Aufforderung, zum Ende zu kommen). Die letzten Lebensjahre verbrachte Karpel Lippe ab 1911 in Przemyśl und ab 1914 in Wien, wo er ein Jahr später starb.

## Werke
- Die Menschenliebe, die Zivilisation und die Gerechtigkeit, vom Standpunkte der jüngsten Vorgänge in Tißa-Eßlar aus betrachtet, Preßburg 1883 [Wien: Pollák]
- Der Talmudjude vor dem katholisch-protestantisch-orthodoxen Dreirichter-Kollegium Rohling-Stöcker-Pobedonoscew, Preßburg: Löwy & Alkalay/Commissionsverlag von D. Löwy’s Buchhandlung Wien 1884
- Die Gesetzessammlung des Judenspiegels, zusammengestellt und gefälscht von Aron Briman pseudodoctor Justus; Beleuchtet und berichtigt von K. Lippe, Jassy, Buch- und Steindruckerei H. Goldner 1885
- Symptome der antisemitischen Geisteskrankheit, Jassy: H. Goldner 1887
- Rabbinisch-wissenschaftliche Vorträge, Drohobycz 1897 [Wien: Ch. D. Lippe]
- Das Evangelium Matthaei vor dem Forum der Bibel und des Talmud, Jassy: Druck und Verlag von Jsidor Schorr 1889
- Die zehn Gebote im Sinne des Judenthums und der Kirche von Dr. med. K. Lippe, Jassy: H. Goldner 1901
- Zwei Vorträge über Unsterblichkeit und Spiritismus gehalten in der B.B. Loge Neo-Samuel-Jassy von ihrem Ehrenpräsidenten Dr. K. Lippe, hrsg. von der Loge zum Andenken an sein Doppeljubiläum: Des goldenen Diploms (13. März) und der goldenen Hochzeit (5. Juni 1907), Jassy: H. Goldner 1907
- Die gerichtliche Medizin in der biblischtalmudischen Gesetzgebung. Vortrag. Herausgeber: Das Comité der rumänisch-zionistischen Foederation in Galatz-Braila, zum 80. Geburtstag des Verf., Jassy: Abermann 1910
- Sammlung ausgewählter Aufsätze aus den Schriften. Gewidmet der Grossloge <Synhedrin> des Ordens Bne-Berith <Sektion Zion> in Bukarest, Berlin: C. Boas Nachf. 1915